# J. et A. Niclausse
J. et A. Niclausse est un constructeur automobile français.

## Production
L’entreprise basée à Paris a commencé à produire des automobiles en 1906. Le nom de la marque était Niclausse. L’usine était située au 24, Rue des Ardennes . Jules et Albert Niclausse fondent à Paris en 1890 une entreprise de fabrication de chaudières à vapeur.
Ces chaudières étaient également utilisées dans le transport maritime.
En 1906, l’entreprise entre dans la production de l’industrie automobile florissante. La première présentation des véhicules a eu lieu en 1906 au Salon de l’Automobile de Paris.
En 1914, la production automobile s’arrête en raison de la Première Guerre mondiale. La date de la dissolution de la société est actuellement inconnue.
| Type     | Cylindrée | Spécifications                                               | Conseils | Année       |
| -------- | --------- | ------------------------------------------------------------ | -------- | ----------- |
| 30/40 CV | 6330 cm³  | Quatre cylindres avec alésage de 120 mm et course de 140 mm. | [ 2 ]    | 1906-1914   |
| 15 CV    | 2438 cm³  | Quatre cylindres avec alésage de 84 mm et course de 110 mm.  | [ 4 ]    | 1907-(1911) |
| 20 CV    | 4084 cm³  | Quatre cylindres avec alésage de 100 mm et course de 130 mm. |          | 1907-1914   |
| 10 CV    |           |                                                              |          |             |
| 30 CV    |           |                                                              |          |             |
| 16 CV    | 2815 cm³  | Quatre cylindres avec alésage de 80 mm et course de 140 mm.  | [ 5 ]    | 1910-1914   |

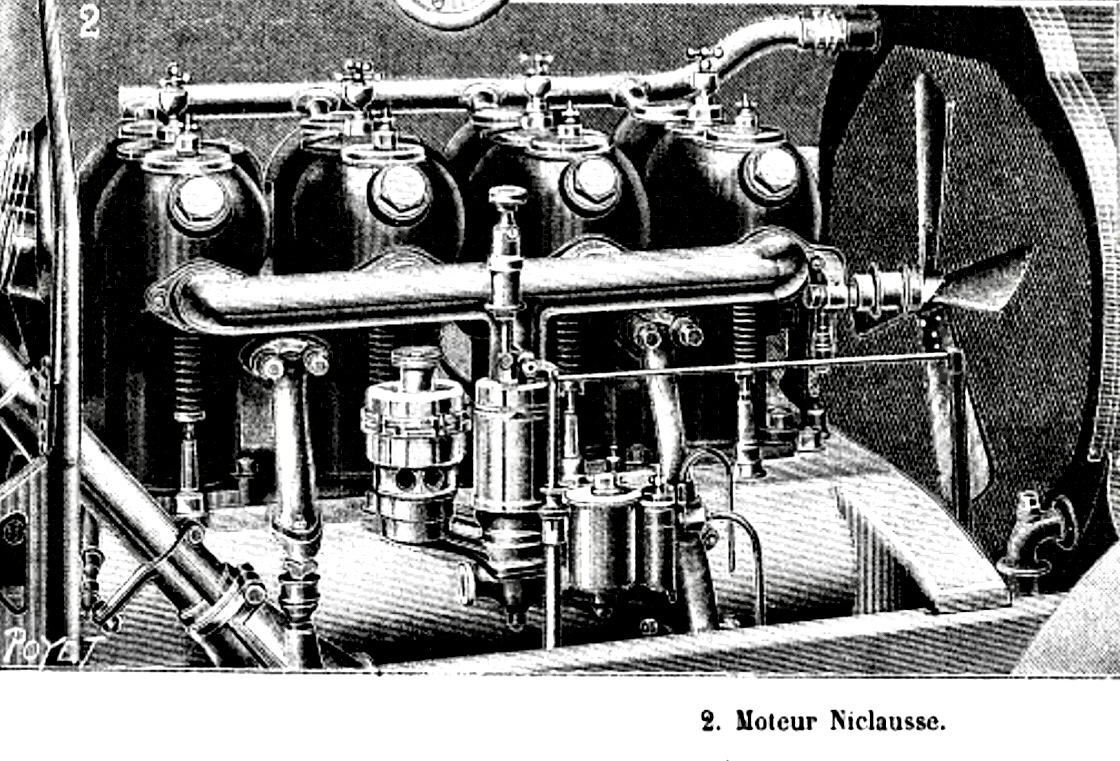
Niclausse Moteur (1907).
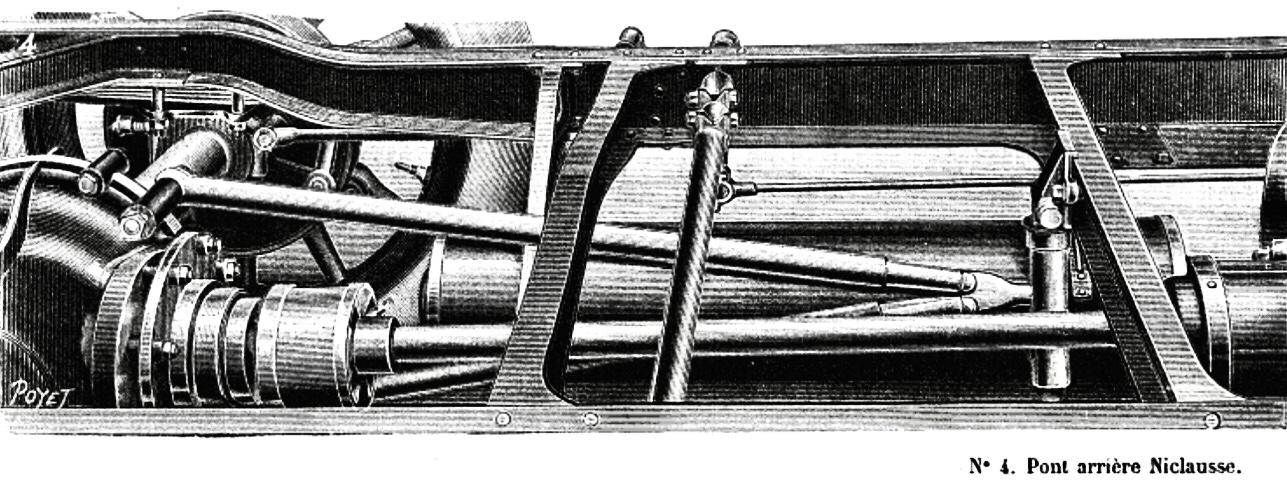
Pont arrière Voiture Niclausse (1907).